# Boks na Igrzyskach Ameryki Środkowej i Karaibów 2010
Wyniki zawodów bokserskich, które rozgrywane były w dniach: 23 - 31 lipca 2010 roku w portorykańskim mieście - Mayagüez.

## Medaliści
| Kategoria wagowa              | Złoto             | Srebro           | Brąz                                    |
| Waga papierowa (-48 kg)       | Angel Acosta      | Alvaro Vargas    | David Jimenez Gilberto Pedroza          |
| Waga musza (-51 kg)           | Jonathan González | Ceiber Ávila     | Braulio Ávila Dexter Jordan             |
| Waga kogucia (-54 kg)         | Camilo Pérez      | Oscar Negrete    | Alexander Espinoza Jorge Nuñez          |
| Waga piórkowa (-57 kg)        | Óscar Valdez      | Juan Reyes       | Roberto Navarro Ray Sandiford           |
| Waga lekka (-60 kg)           | José Pedraza      | César Villarraga | Joselito Aguirre Wellintong Arias       |
| Waga lekkopółśrednia (-64 kg) | Valentino Knowles | Luis Romero      | Ricardo Garcia Tejada Juan Pablo Romero |
| Waga półśrednia (-69 kg)      | Christian Peguero | Óscar Molina     | Juan Carlos Abreu Aaron Prince          |
| Waga średnia (-75 kg)         | Enrique Collazo   | Felix Valera     | Jose Bernal Jovan Young                 |
| Waga półciężka (-81 kg)       | Jeysson Monroy    | Andrew Fermin    | Israel Duffus Francisco Ortega          |
| Waga ciężka (-91 kg)          | Deivi Julio       | Joel Cabrera     | Anderson Emmanuel Ismael Lewitt         |
| Waga super ciężka (+91 kg)    | Gerardo Bisbal    | Gilton Zimmerman | Torig Hagg José Payares                 |